# Яшек Микола Федорович
Я́шек Мико́ла Фе́дорович (нар. 11 листопада (23 листопада) 1883, сел. Панютине — пом. 17 серпня 1966) — український бібліограф, літературознавець, перекладач.

## Біографія
Родом із села Панютине, тепер селище міського типу на Харківщині. Народився у родині малописьменного працівника залізниці. Закінчив народну школу та залізничне училище, а у 1904 році — Павлоградську гімназію. Протягом 1904—1909 років навчався на юридичному факультеті Імператорського Харківського університету. Працював у юридичних установах, а також у 1-й безкоштовній народній бібліотеці-читальні ім. М. О. Некрасова Харківського товариства поширення в народі грамотності (1906—1917). 
Із 1917 року М. Яшек розпочав працювати у сфері бібліографії та публікував свої матеріали у харківських газетах «Рух» і «Наш путь».
Працював бібліографом у Державному видавництві України (ДВУ, 1922—1930), друкувався на сторінках журналів «Знання», «Шлях освіти», «Червоний шлях», «Голос друку», «Радянська освіта». Досліджував проблематику керівництва читанням у народних бібліотеках.
Навчався в аспірантурі Інституту Тараса Шевченка в Харкові. Згодом у 1930–1939 роках працював на посаді наукового співробітника, займався діяльністю у кабінеті бібліографії та проводив практичні заняття з аспірантами. Одночасно у 1931–1932 роках очолював сектор бібліографії Книжкової палати УРСР.
У перші повоєнні роки обіймав посаду старшого бібліографа Харківської державної наукової бібліотеки імені В. Г. Короленка (1945—1949).
Основним напрямом роботи М. Яшека була бібліографія, присвячена творчості Тараса Шевченка.
Автор бібліографічного покажчика «Т. Шевченко. Матеріали для бібліографії за роки 1903 — 1921» (1921). У 1930-х роках це видання заборонили, оскільки в ньому були вказані імена багатьох літературознавців та інших осіб, репресованих радянською владою. Тому його передали до фондів спеціального зберігання, і з часом воно стало бібліографічною рідкістю. 
Спільно з Олександром Лейтесом — автор 2-томової історико-бібліографічної праці «Десять років української літератури. 1917—1927» (1928). Це видання було удостоєне премії імені Івана Франка, яку присуджувало Управління наукових установ УСРР у 1928 році, та отримало високу оцінку фахівців і критиків. У цій праці М. Яшек підготував бібліографічний розділ, що містив відомості про українських письменників, багато з яких пізніше були репресовані. Тривалий час цей покажчик залишався єдиним джерелом, яке висвітлювало інформацію про українських письменників, літературні організації, їхні програми та інші літературні процеси у перше десятиліття розвитку радянської літератури в Україні.
Крім того, спільно з Юрієм Меженком упорядкував бібліографію українських перекладів з іноземних мов. Загалом бібліографічний доробок М. Яшека складається приблизно з 50 праць, які вирізняються різноманітністю типів, а його методи укладання посібників були новаторськими. Саме завдяки таким пошукам він посів помітне місце в історії української літературної бібліографії.
Пішов з життя 17 серпня 1966 року у Харкові.

## Основні праці
- Каталог первой Харьковской бесплатной народной библиотеки-читальни Харьковского общества грамотности имени Н. А. Некрасова / [сост. Н. Ф. Яшек и др.]. 3-е изд., доп. и перераб. Харьков: типолитогр. Н. В. Петрова, 1909. 79 с.

- Каталог книг 1-й бесплатной народной библиотеки-читальни Харьковского о-ва грамотности имени Н. А. Некрасова / [сост. Н. Ф. Яшек и др.]. Харьков: типолитогр. С. А. Шмерковича, 1914. VI, 163 с.
- Т. Шевченко: матеріали до бібліогр. (р. р. 1903—1921). Вип. 1 / Микола Яшек ; Центр. бібліогр. від. Харків: Всеукр. держ. вид-во, 1921. 108 с.
- До історії «Кобзаря»: матеріали [список л-ри] / М. Яшек // Червоний шлях. 1926. № 3. С. 285—293.
- Нове про Шевченка / М. Яшек // Шлях освіти. 1925. № 3. С. 226—231.
- Тарас Шевченко: (бібліографія) / М. Яшек // Знання. 1926. № 4. С. 32–33.
- Тарас Шевченко: бібліогр. список // Знання. 1926. № 4. С. 32–63.
- Шевченківська література в 1925 р. / М. Яшек // Червоний шлях. 1926. № 2. С. 199—206; № 3. С. 235—241.
- Шевченкознавство за останній час: [ бібліогр. огляд] / М. Яшек // Комуніст. 1926. 12 берез.
- Літературна дискусія (1925—1927 рр.): бібліогр. покажч. // Плуг. 1927. Зб. 3. С. 473—548.
- Шевченкіана ДВУ / М. Яшек // Бюлетень ДВУ. 1929. № 3. С. 4–6.
- Десять років української літератури (1917—1927): у 2 т. / А. Лейтес, М. Яшек ; Ін-т Тараса Шевченка. Харків: Держ. вид-во України, 1928. Передрук: Мюнхен, 1986.
- Т. 1 : Біо-бібліографічний. ХVІ, 673 с.
- Т. 2 : Організаційні та ідеологічні шляхи української радянської літератури. 444 с.
- Чужомовне письменство в українських перекладах: бібліогр. покажч. / Ю. Меженко, М. Яшек // Життя й революція. 1929. № 4. С. 191—202 ; № 5. С. 163—173 ; № 6. С. 147—158 ; № 7/8. С. 232—255.